# Rivera del Jarrama
La rivera del Jarrama, también denominada río Jarrama, es un curso de agua del sur de la península ibérica perteneciente a la vertiente atlántica de Andalucía que discurre por las provincias de Huelva y Sevilla (España). 

## Curso
La rivera del Jarrama nace en el término municipal de La Granada de Riotinto. En su cabecera recoge las aguas de una amplia cuenca bastante lluviosa, lo que la convierte en el mayor aporte de los afluentes del río Tinto y permite abastecer los regadíos y consumo urbano de varias localidades de la zona. Realiza un recorrido en dirección nordeste-suroeste, a través de los términos municipales de Zufre, El Castillo de las Guardas, El Madroño y Nerva, formando durante varios kilómetros un límite natural entre las provincias de Huelva y Sevilla. 

## Obras hidráulicas
Su caudal se encuentra embalsado en dos pantanos: el embalse de Nerva y, aguas abajo, el embalse del Jarrama. Este último tiene una capacidad máxima es de 43 hm³ y alberga una gran población de especies de peces como carpa, barbo y black bass, por lo que se ha convertido en un lugar popular para la pesca deportiva.